# رياح موسمية

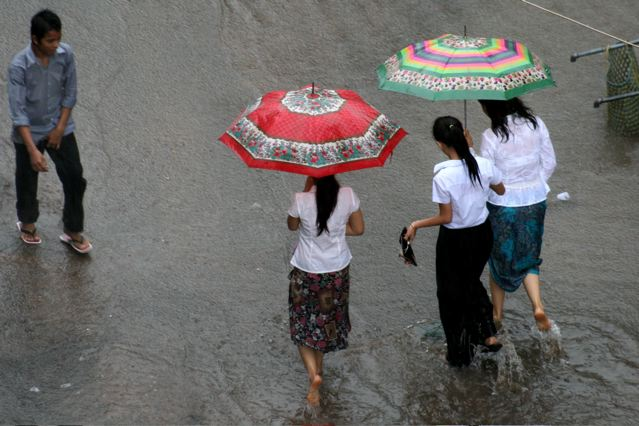
ريح موسمية في كمبوديا (يونيو 2007)

الرياح الموسمية (أو الموسميات) نوع من الرياح يتشكّل بسبب ظروف الضغط الجوي التي تتعرض إلى تحولات كبيرة ما بين الصيف والشتاء. تهب الرياح الموسمية في مواعيد معينة على أقاليم محصورة في المناطق المدارية. تتميز الرياح الموسمية بأمطارها الصيفية الغزيرة وبجفاف معظم مناطق هبوبها في فصل الشتاء وباختلاف اتجاهاتها في الصيف عن الشتاء.
يسود هبوب الرياح الموسمية جهات مختلفة داخل المنطقة المدارية، ومن أهم هذه المناطق جنوب وشرق آسيا حيث تهب على كل من الهند والباكستان وبنغلادش وسلطنة عمان والهند الصينية والصين واليابان وكوريا ومنشوريا. ففي فصل الصيف ترتفع درجة الحرارة كثيرا في أواسط آسيا مما يؤدي إلى نشوء منطقة ضغط منخفض تنجذب الرياح إليها من المحيط الهادي والهندي المجاورين.
تمثل الموسميات دورة منتظمة للهواء المتحرك ما بين اليابس والماء خلال نصفي السنة الصيفي والشتوي، إذ تنتج الرياح الموسمية عن اختلاف درجة تسخين اليابس والماء في المناطق التي فيها تداخل كبير بين كتلتي اليابس والماء، ففي فصل الشتاء تكون أواسط آسيا مركزاً لضغط جوي مرتفع ناجم عن التبرد الشديد للقارة، على حين تكون البحار الحارة مشغولة بضغط منخفض (المحيط الهادي والهندي)مركزة جنوبي خط الاستواء، وهذا يجعل الهواء يندفع من القارة الباردة نحو البحار الحارة على شكل تيارات أفقية باردة جافة أصلاً، تترطب إذا ما مرت فوق البحار.
أما في فصل الصيف فيحدث العكس، إذ تكون آسيا الوسطى والجنوبية مركزاً لضغط جوي منخفض حراري، على حين يكون الضغط الجوي المرتفع شبه المداري متمركزاً عند خط عرض 30ْ جنوباً، مما يؤدي إلى اندفاع الهواء منه شمالاً تجاه الضغط المنخفض الآسيوي واصلاً جنوبي آسيا على شكل رياح جنوبية غربية حارة رطبة مؤدية إلى هطول أمطار غزيرة، هي الموسميات الصيفية التي تعاكس في اتجاهها وصفاتها الموسمية الشتوية السابق ذكرها.
وتظهر الموسميات بشكل واضح في جنوبي آسيا وجنوبها الشرقي وشرقيها، كما نجدها في بقاع أخرى من العالم.

## موسميات شتوية
تتمثل الموسميات الشتوية في الهواء القاري البارد الجاف المتدفق شتاء -في المستويات المنخفضة من الجو القريب من سطح الأرض- من الضغط المرتفع السيبيري تجاه لجنوب نحو الضغط المنخفض المتمركز جنوبي خط الاستواء - حيث الصيف في جنوبي الكرة الأرضية- ويتخذ هذا الهواء أثناء عبوره لآسيا الجنوبية الشرقية شكل رياح شمالية عند السواحل الشرقية للصين الجنوبية والهند الصينية، وشمالية شرقية فوق خليج البنغال وجنوب شرقي الهند.

## الرياح الموسمية عند البحارة العرب
عرف العرب مواسم هبوب الرياح الموسمية واستخدموها للوصول إلى السواحل الشرقية لأفريقيا. إذ نجد أن هذه الرياح تهب شتاء من الشمال الشرقي أي من جهة الخليج العربي خلال شهور نوفمبر وديسمبر ويناير وفبراير ومارس، حيث تتجه نحو الجنوب الغربي، فيقوم البحارة بدفع سفنهم الشراعية المسماة الدهو نحو السواحل الشرقية لأفريقيا.

أما إذا ابحرت السفن من جهة الخليج والجزيرة العربية قبل شهر نوفمبر فإنها ستسير ببطء فتقطع المسافة ما بين 30-40 يوما، في حين تزداد سرعتها عند اشتداد الريح في مواسم هبوبها فتقل المدة إلى 20-25 يوما.
أما رحلة الإياب صيفا فتبدأ من أوائل أبريل وحتى سبتمبر حيث تهب الرياح من الجنوب الغربي نحو الشمال الشرقي، وهناك شهران من السنة يعدان شهري انقال ما بين فصلي الصيف والشتاء وهما أبريل وأكتوبر.